# Прапор Сахалінської області

Прапор Сахалінської області

Прапор Сахалінської області — символ Сахалінської області.
Прапор Сахалінської області — один з небагатьох прапорів, де зображена мапа території.

## Опис
Прапор був прийнятий Сахалінською обласною Думою 16 квітня 1997 року. Порядок застосування даний в «Законі Сахалінської області про прапор Сахалінської області». Опис прапора дано в статті 2 цього Закону:

Прапор Сахалінської області являє собою прямокутне полотнище кольору морської хвилі (синій зі смарагдово-зеленуватим відтінком); у центральній частині полотнища — контурні зображення Сахаліну й Курильських островів білого кольору, що утворюють єдину Сахалінську область. Зображення острова Сахаліну й островів Курильського архіпелагу розташовуються в центрі полотнища, утворюючи кут в 45 градусів. Верхні й нижні контури островів перебувають на одній лінії, на відстані однієї восьмої частини від верхнього й нижнього краї ширини прапора. Відношення ширини прапора до його довжини — 2:3.

Цей Закон був підписаний тодішнім губернатором області І. П. Фархутдіновим, який в 2003 році загинув у катастрофі вертольота за 140 км до південно-сходу від Петропавловська-Камчатського. Його загибель викликала в народі сумніву у випадковості катастрофи.